# Charles Sevin de Quincy
Charles Sevin, dit le marquis de Quincy (1660-1738) fut un général d'artillerie français.

## Biographie
Il parait avoir commencé sa carrière dans les mousquetaire. Il se distingua surtout à Hochstaedt en 1704. En 1707, il commanda l'artillerie de l'armée, et fut nommé après la paix d'Utrecht gouverneur de l'Auvergne.
On lui doit une Histoire militaire du règne de Louis le Grand en 8 volumes, 1726.
Il se marie à Geneviève Pecquot de Saint-Maurice qui lui donne une fille, Catherine Charlotte Sevin de Quincy, née le 17 février 1699. Cette dernière se mariera en 1721 à René Jourdan de Launay, qui sera gouverneur de la Bastille, et décèdera le 27 février 1736 à l'âge de 37 ans.
Il est décédé le 10 Janvier 1738, rue aux Miettes, Paris.

## Œuvre
Histoire militaire du regne de Louis le Grand 1726
Art de la Guerre 1740